# Liste deutscher Adelsgeschlechter/N
| Name                                 | Zeitraum               | Anmerkungen | Wappen                |
| ------------------------------------ | ---------------------- | --- | --------------------- |
| Náchod                               | 1241–1672              | böhmisches Adelsgeschlecht |                       |
| Nádasdy                              | seit ca. 1233          | ungarisches Magnaten-, sodann auch österreichisches Grafengeschlecht |                       |
| Nádherný                             | seit 1833              | junges böhmisches Adelsgeschlecht, das 1833 mit der Erhebung von Franz Nadherný in den österreichischen Edlenstand entstand |                       |
| Nagel                                | seit 1242              | westfälisches Adelsgeschlechts aus dem Ravensbergischen Uradel, das sich im 16. Jahrhundert bis ins Rheinland und in die Niederlande verbreitete |                       |
| Nagel von Dirmstein                  | 1231–1652              | pfälzisches Adelsgeschlecht |                       |
| Nanckenreuth                         | ? bis 1613             | erloschenes fränkisches Adelsgeschlecht |                       |
| Nasackin                             | seit 1746              | deutsch-baltisch-russisches Adelsgeschlecht |                       |
| Naso                                 | seit 1550              | altritterliches sächsisch-thüringisches Adelsgeschlecht, Ministerialen der Bischöfe von Bamberg |                       |
| Nassau                               | seit 1159              | Edelfreies Grafengeschlecht im unteren Lahngau, das sich in zahlreiche, teilweise erloschene Linien teilte: Nassau-Beilstein, Nassau-Dillenburg, Nassau-Hadamar, Nassau-Siegen; seit 1654 Reichsfürstenstand |                       |
| Nathusius                            | seit 14. Jh.           | preußisches Adelsgeschlecht |                       |
| Natorp                               | ab 1776                | westfälisches Briefadelsgeschlecht; 1776 Reichsritterstand; 1801 Reichsfreiherrenstand |                       |
| Natzmer                              | seit 1208              | altes pommersches Adelsgeschlecht (seit 1832 auch ein durch nichteheliche Geburt daraus hervorgegangenes Briefadelsgeschlecht) |                       |
| Nauendorf                            | 1197 bis ?             | osterländisches Uradelsgeschlecht; 1779 erbländisch-österreichischer Grafenstand, 1812 nassauische Anerkennung des Freiherrenstandes, 1881 preußische Anerkennung des Freiherrentitels |                       |
| Nayhauß                              | seit 1263              | altes Adelsgeschlecht aus dem Görzer Uradel, das aus den von Tschernembl hervorgeht und auch in Schlesien begütert war. 1624 Reichsfreiherrenstand und 1698 Erbländisch-österreichischer Grafenstand für die Linie Nayhauß-Cormons. 1628 Reichsfreiherrenstand für die Linie Neuhaus und St. Mauro. |                       |
| Neersen                              | 1250–ca. 1487          | rheinländisches Adelsgeschlecht |                       |
| Negelein                             | seit 1724/1752         | preußisches Briefadelsgeschlecht; 1725/1752 Adelsstand |                       |
| Negendank                            | (1289)–1767            | mecklenburgisches, ab dem 14. Jahrhundert auch dänisches Adelsgeschlecht |                       |
| Neheim (Ruhr)                        | 1301–1715              | erloschenes westfälisches Uradelsgeschlecht |                       |
| Neheim (Sondermühlen, Niederwerries) | bis 2. Hälfte 18. Jh.  | erloschenes westfälisches Uradelsgeschlecht |                       |
| Nehren                               | 1283–1441              | schwäbisches Adelsgeschlecht |                       |
| Neideck                              | 1219–1562              | erloschenes fränkisches Adelsgeschlecht |                       |
| Neidhardt                            | seit 12. Jh.           | Adeliges und bürgerliches Geschlecht: ursprünglich aus Schwaben. (Neidhart / Neidhardt / Neydhart) |                       |
| Neidhartshausen                      | 1116–1268              | Thüringer Grafengeschlecht | –                     |
| Neipperg                             | seit 1210              | Fränkischer Uradel; 1726 Reichsgrafenstand |                       |
| Neitschütz                           | 1408 bis 19. Jh.       | erloschene meißnische uradlige Familie aus dem Ort Neidschütz bei Naumburg (Saale); 1693 Reichsgrafenstand |                       |
| Nell                                 | seit 1643              | Geschlecht aus dem Rheinland bei Koblenz; 1709 Reichs- und österreichischer Adelsstand; 1722 österreichischer Freiherrenstand (böhmische Linie); 1724 preußischer Grafenstand (Rheinische Linie). |                       |
| Nellenburg                           | 10.–12. Jh.            | erloschenes bedeutendes Adelsgeschlecht in Südwestdeutschland und der Nordschweiz |                       |
| Nesen                                | ab 16./17. Jh.         | sächsisches Briefadelsgeschlecht; Adelsstand Mitte des 16. oder 17. Jahrhunderts |                       |
| Nesselrode                           | seit 1303              | bergisches Uradelsgeschlecht; 1652/3 Reichsfreiherrenstand; 1702/10 Reichsgrafenstand |                       |
| Nesselröden                          | 1260–1799              | erloschenes hessisch-thüringisches Ritter- und Adelsgeschlecht |                       |
| Nettelbladt                          | seit 1746              | mecklenburgisches Briefadelsgeschlecht |                       |
| Nettelhorst                          | seit 1412              | aus Westfalen stammendes Adelsgeschlecht: 1804 Erbländisch-Österreichisches Grafendiplom |                       |
| Neu                                  | seit 1614              | aus Brandenburg stammendes, württembergisches Adelsgeschlecht |                       |
| Neu                                  | seit 1796              | Adelsgeschlecht, das auf den 1796 nobilitierten Andreas Freiherr von Neu, kaiserlicher Feldmarschallleutnant, zurückgeht |                       |
| Neu-Kyburg                           | 1273–1417              | erloschenes Schweizer Adelsgeschlecht aus einer Weiterführung des Geschlechts der Grafen von Kyburg über die weibliche Linie |                       |
| Neuberg                              | seit ?                 | vogtländisches, meißnisches bzw. böhmisches Adelsgeschlecht |                       |
| Neubronner                           | seit 1281              | Ulmer Patriziergeschlecht |                       |
| Neuenburg                            | 1125–1373              | Schweizer Grafengeschlecht |                       |
| Neuenkirchen                         | 13.–17. Jh.            | erloschenes pommersches Adelsgeschlecht |                       |
| Neuffen                              | 12.–13. Jh.            | erloschenes bedeutendes schwäbisches Grafengeschlecht |                       |
| Neuhaus                              | 1205 bis 16. Jh.       | erloschenes böhmisches Adelsgeschlecht aus dem Geschlecht der Witigonen |                       |
| Neuhausen                            | 12.–18. Jh.            | erloschenes schwäbisches Adelsgeschlecht |                       |
| Neuhoff                              | seit 1326              | westfälisches Uradelsgeschlecht; 1696 Reichsfreiherrenstandserneuerung |                       |
| Neumann-Cosel                        | seit 1734              | ostpreußisches Briefadelsgeschlecht; 1779 preußischer Adelsstand |                       |
| Neumann-Spallart                     | seit 1875              | aus Mähren stammendes, österreichisches Adelsgeschlecht |                       |
| Neuneck                              | Mitte 13. Jh. bis 1671 | altes schwäbisches Adelsgeschlecht |                       |
| Neustädter genannt Stürmer           | 1345 bis 17. Jh.       | erloschenes fränkisches Adelsgeschlecht. |                       |
| Ney von Pilis                        | seit 1887              | deutsch-ungarisches Adelsgeschlecht. |                       |
| Nidda                                | 1062–1205              | erloschenes hessisches Grafengeschlecht |                       |
| Niebelschütz                         | seit 1289              | schlesisches Uradelsgeschlecht in Niederschlesien und Oberlausitz |                       |
| Niederthor                           | bis 1556/8             | erloschenes Tiroler Adelsgeschlecht |                       |
| Niehausen                            | 1262                   | westfälisches Landadelsgeschlecht (Ritterstand) |                       |
| Niemitz                              | bis 2. Hälfte 18. Jh.  | erlosches, schlesisches Uradelsgeschlecht |                       |
| Nieroth                              | seit 1485              | deutsch-baltisches Geschlecht, 1687 schwedischer Freiherrnstand, 1693 schwedisches Indigenat, 1706 schwedischer Freiherrn- und Grafenstand, 1747 immatrikulation bei der Estländischen Ritterschaft, 1818 schwedisches Indigenat, 1820 schwedischer Freiherrnstand, 1849 russische Anerkennung des Grafenstandes; 1645 u. 1648 schwedischer Adelstand mit unklarer Stammesverwandtschaft |                       |
| Niesemeuschel                        | ?                      | schlesisches Adelsgeschlecht |                       |
| Niesewand                            | ab 1317                | preußisches Adelsgeschlecht |                       |
| Niklotiden (Mecklenburg)             | seit ca. 1100          | Mecklenburgisches Fürstenhaus, das von westslawischen Fürsten abstammt |                       |
| Nimburg                              | 1087–1213              | erloschenes schwäbisches Adelsgeschlecht | –                     |
| Nimptsch                             | 1317–1869              | Erloschenes schlesisches Uradelsgeschlecht; 1692 böhmischer Freiherrenstand; 1699 böhmischer Grafenstand; 1732 Namen- und Wappenvereinigung mit denen der ausgestorbenen Fürsten von Kupferberg. |                       |
| Nippenburg                           | 1275–1646              | schwäbisches Adelsgeschlecht |                       |
| Nißmitz                              | 1349–1769              | erloschenes Adelsgeschlecht aus Thüringen und der Markgrafschaft Meißen |                       |
| Nitsche                              | seit 1715              | deutsch-österreichisches Adelsgeschlecht | Nitsche von Hohenplan |
| Noé-Nordberg                         | ?                      | französische Hugenottenfamilie, die nach Österreich floh; Nobilitierung im 19. Jh. |                       |
| Noël                                 | ab 1806                | aus Mainz stammendes, später in Westfalen und Baden ansässiges Briefadelsgeschlecht; 1806 Reichsadelsstand |                       |
| Nolcken                              | seit 1459              | aus der Grafschaft Hoya stammendes deutschbaltisches Adelsgeschlecht |                       |
| Nolde                                | seit 1466              | deutschbaltisches Adelsgeschlecht |                       |
| Nordeck zur Rabenau                  | seit 1222              | Uradelsgeschlecht aus dem Lahngau; 1676 Reichsfreiherrenstand |                       |
| Nordenbeck                           | bis 1380               | erloschenes hessisches Adelsgeschlecht |                       |
| Nordenberg                           | seit ?                 | altfränkisches Adelsgeschlecht |                       |
| Nordenflycht                         | seit 1727              | schwedisches und preußisches Adelsgeschlecht mit schwedischem Ursprung |                       |
| Nordhausen                           | 1157 bis. 17. Jh.      | Thüringer Adelsgeschlecht |                       |
| Nordheim                             | 13. Jh.                | erloschenes fränkisches Adelsgeschlecht | –                     |
| Norendin                             | 1195 bis 16. Jh.       | erloschenes westfälisches Adelsgeschlecht |                       |
| Norman                               | seit 1340              | ursprünglich aus der Normandie stammendes Adelsgeschlecht, das über Anjou und Burgund nach Flandern kam und dort erst zum spanisch-niederländischen, dann zum österreichisch-niederländischen Adel zählte und heute noch zum niederländischen Adel gehört |                       |
| Normann                              | seit 1316              | pommersch-rügisches Uradelsgeschlecht; 1811 Anerkennung des Freiherrenstandes für Stamm Dubnitz; 1806 württembergischer Grafenstand für Stamm Tribbevitz. |                       |
| Nostitz                              | seit 1280              | Uradelsgeschlecht aus der Oberlausitz und Schlesien. Haus Dammitsch: 1711 Reichsgrafenstand; Haus Ransen: 1670 böhmischer Freiherrenstand; Haus Falkenau: 1621 Reichsfreiherrenstand; Haus Lomnitz 1716 Reichsgrafenstand; Haus Rieneck: 1631 böhmischer alter Freiherrenstand, 1646 böhmischer Grafenstand; Haus Rokitnitz: 1631 böhmischer Freiherrenstand, 1675 böhmischer Grafenstand; Haus Thiemendorf: 1669 kurfürstlich-sächsische´Anerkennung des Freiherrenstandes; Haus Tzschocha: 1677 alter Reichsfreiherrenstand; Haus Krobnitz: 1896 bayerischer Freiherrenstand; Haus Ullersdorf: 1849 russische Genehmigung zur Führung des Grafentitels; Stamm Unwürde: Böhmischer Freiherrenstand, 1679 Reichsgrafenstand. |                       |
| Nothaft von Hohenberg                | 1300–1687              | erloschene schwäbische Adelsfamilie |                       |
| Notthafft von Weißenstein            | 1140–1952              | erloschenes oberpfälzisches Uradelsgeschlecht; 1640 Reichsfreiherrenstand |                       |
| Numers                               | seit 16. Jh.           | deutsch-baltisches, schwedisch-finnländisches und russisches Adelsgeschlecht; 1653 schwedischer Adelsstand, 1654 bei der Adelsklasse der schwedischen Ritterschaft (Nr. 596) introduziert; 1742 und 1884 bei der livländischen Ritterschaft immatrikuliert; 1818 in die Adelsklasse der finnländischen Ritterschaft (Nr. 50) immatrikuliert; |                       |
| Nürings                              | 1108–1171              | erloschenes mittelalterliches Adelsgeschlecht aus dem Taunus, Nahe- und Trechirgau |                       |
| Nußdorf                              | 1107–1632              | erloschenes bayerisch-salzburgisches Adelsgeschlecht |                       |
| Nusser von Nussegg                   | ab 1623/1630           | österreichisch-bayerisches Briefadelsgeschlecht; 1623 Adelserneuerung bzw. Adelsstand für die Erblande; 1630 rittermäßiger Adelsstand für das Reich und die Erblande |                       |
| Nützel von Sündersbühl               | 1272–1747              | eine der ältesten Patrizierfamilien der Reichsstadt Nürnberg; 1747 erloschen. |                       |
| Nutzhorn                             | 15. bis 18. Jh.        | erloschenes niedersächsisches Adelsgeschlecht |                       |
| Nymmes                               | bis 1410               | erloschenes nordhessisches Adelsgeschlecht |                       |
| Nys                                  | seit 1670              | (auch Nyss, Nyß), altes, aus den ehemals Spanischen Niederlanden nach Bayern eingewandertes und 1762 in den Reichsgrafenstand erhobenes Adelsgeschlecht |                       |